# Ilia Glazounov
Pour les articles homonymes, voir Glazounov (homonymie).
Ilia Ivanovitch Glazounov (Илья Иванович Глазунов), né en 1786 à Saint-Pétersbourg et mort en 1849 à Saint-Pétersbourg, est un éditeur et libraire russe.

## Biographie
Il naît à Saint-Pétersbourg dans la famille de l'éditeur Ivan Petrovitch Glazounov, frère du fondateur de la maison d'édition la plus ancienne de Russie, Matveï Petrovitch Glazounov.
Il reçoit une excellente instruction dans un lycée pétersbourgeois, puis il travaille avec son père notamment dans la relecture. Après la mort de son père, il reprend la maison avec ses frères sous le nom de « Frères Glazounov »; mais en 1832, les frères partagent l'affaire et Ilia Glazounov garde les boutiques à la maison de la bibliothèque publique et au Gostiny Dvor. En 1836, outre l'édition de livres, il édite aussi des affiches de théâtre jusqu'en 1856. Ensuite, Glazounov ouvre une imprimerie avec Alexandre Smirdine (en). Glazounov invite aussi dans sa société par actions sa sœur Anna, épouse de l'éditeur et membre de la classe des marchands, Ivan Kouchinnikov. En 1837, Smirdine vend sa part dans l'imprimerie à Glazounov et celle-ci prend le nom d'« Ilia Glazounov & Cie ».
Ilia Ivanovitch Glazounov éditait surtout des œuvres d'auteurs russes fameux et des manuels d'enseignement. Il a édité des œuvres d'écrivains tels que Batiouchkov, Derjavine, Lermontov, Bestoujev, Pouchkine, ou encore Chemnitzer. Il a publié une édition miniature d'Eugène Onéguine (5 000 exemplaires), après avoir versé des droits de trois mille roubles à Pouchkine et elle s'est vendue en une semaine, après la mort du poète. Dès les années 1840, il édite des manuels d'enseignement et des livres éducatifs pour le Saint-Synode et le ministère de l'instruction publique. Entre 1831 et 1849, Glazounov a édité plus d'une centaine de manuels, de livres de belles-lettres et de théologie.
Ilia Glazounov s'occupe aussi d'œuvres sociales. Il est à la tête de la troisième branche de la Douma (assemblée) générale de Saint-Pétersbourg et président du conseil des marchands. En 1832, il devient citoyen d'honneur héréditaire.
Il meurt le 20 février 1849 et il est inhumé au cimetière Volkovo. Sa sépulture n'a pas été conservée.

## Famille
Ses trois fils poursuivent ses affaires après sa mort: 
- Ivan Glazounov (1826-1889)
- Constantin Glazounov (1828-1914), père du compositeur Alexandre Glazounov et de l'entomologiste Dimitri Glazounov
- Alexandre Glazounov (1829-1896)

## Sources de la traduction
- (ru) Cet article est partiellement ou en totalité issu de l’article de Wikipédia en russe intitulé « Глазунов, Илья Иванович » (voir la liste des auteurs).